# Asmae Leghzaoui
Asmae Leghzaoui (arabisch أسماء الغزاوي; * 30. August 1978 in Fès) ist eine ehemalige marokkanische Langstreckenläuferin.

## Leben
Die Tochter gläubiger Muslime verbarg in ihrer Schulzeit ihre Laufsachen in ihrem Schulranzen, da ihre Eltern es ablehnten, wenn eine Frau Arme und Beine entblößt. Erst ihre Trainer an Oberschule und im Verein schafften es, sie vom Talent ihrer Tochter zu überzeugen, so dass sie eine athletische Karriere beginnen konnte.
1996 gewann sie die marokkanische Meisterschaft im 5000-Meter-Lauf. Ihren internationalen Durchbruch hatte sie 1999, als sie bei den Crosslauf-Weltmeisterschaften in Belfast Siebte auf der Kurzstrecke wurde. Im Jahr darauf wurde sie Afrikameisterin im 5000-Meter-Lauf und belegte bei den Olympischen Spielen 2000 in Sydney im 10.000-Meter-Lauf den 18. Platz.
Nachdem sie bei den Weltmeisterschaften 2001 in Edmonton über dieselbe Strecke Siebte geworden war und bei den Mittelmeerspielen 2001 Gold über 10.000 und Silber über 5000 Meter geholt hatte, wandte sie sich dem Straßenlauf zu. Bei den Halbmarathon-Weltmeisterschaften 2002 in Brüssel wurde sie Zehnte, und kurz danach stellte sie in New York City mit 30:29 min einen Weltrekord über 10 km auf.
Bei einer Dopingkontrolle bei den Crosslauf-Weltmeisterschaften 2003 in Lausanne/Avenches wurde sie positiv auf Erythropoetin (EPO) getestet. Die geständige Athletin gab an, sie habe sich das Mittel einige Monate zuvor zusammen mit ihrem Ehemann und Trainer Mohammed Ar-Ar auf dem Schwarzmarkt besorgt und selbst injiziert. Eine zweijährige Sperre wurde gegen sie verhängt, in deren Verlauf sie eine Tochter zur Welt brachte.
2005 kehrte sie ins Wettkampfgeschehen zurück, wobei es Proteste anderer Athletinnen gab, wenn sie vom Veranstalter eines Straßenlaufs eingeladen wurde. Neben anderen Erfolgen stellte sie beim Freihofer’s Run for Women über 5 km einen Streckenrekord auf.
Bei den Weltmeisterschaften 2007 in Osaka belegte sie den 16. Platz über 10.000 Meter. 2008 siegte sie beim Ottawa-Marathon.

## Bestzeiten
- 3000 m: 8:33,85 min, 18. August 2000, Monaco
- 5000 m: 14:48,31 min, 1. September 2000, Berlin
- 10.000 m: 31:16,94 min, 12. September 2001, Tunis
- 10-km-Straßenlauf: 30:29 min, 8. Juni 2002, New York City (ehemaliger Weltrekord)
- Halbmarathon: 1:08:34 h, 31. Januar 1999, Marrakesch
- Marathon: 2:28:44 h, 25. Mai 2008, Ottawa